# توتوئیلا
توتوئیلا (انگلیسی: Tutuila) یک جزیره در ایالات متحده آمریکا است که در ساموآی آمریکا واقع شده‌است

## خصوصیات
آئونو ۱۴۲٫۳ کیلومترمربع مساحت و ۵۵٬۸۷۶ نفر جمعیت دارد.